# エミリアーノ・ボナッツォーリ
エミリアーノ・ボナッツォーリ（Emiliano Bonazzoli, 1979年1月20日 - ）はイタリア・ロンバルディア州アーゾラ出身の元サッカー選手。ポジションはフォワード。

## 略歴
ブレシア・カルチョの下部組織を経て、1997年に18歳でセリエAデビュー。1999年にACチェゼーナへレンタル移籍。翌シーズンブレシアに復帰すると35試合に出場して10ゴールと（セリエBに降格していた）ブレシアのセリエA昇格に貢献する。
2000-2001シーズンからパルマACへ移籍するが1試合出場のみでエラス・ヴェローナFCへレンタル移籍。
ここで28試合に出場して7ゴールすると、翌シーズンからパルマに復帰した。
しかしながら当時、ジラルディーノやディ・ヴァイオらが所属しており、出場機会に恵まれず
2002-2003シーズン途中からレッジーナ・カルチョへレンタル移籍する。
レッジーナへ移籍すると、残りのシーズンで17試合で7ゴールとチームに貢献すると、翌シーズンから完全移籍。レッジーナでは77試合で17ゴールを挙げ、チームの中心選手として活躍する。
2005-2006シーズンにUCサンプドリアへレンタル移籍。17試合で9ゴールと好調であったが、シーズン途中に右足を負傷してしまう。しかし、負傷前の活躍もあって翌シーズンからは完全移籍する。故障から復帰すると調子を取り戻し、2006年11月15日にはイタリア代表デビュー。だが、2007年4月に今度は左足を損傷。手術を受け、約半年間戦線離脱する。
その後は以前の活躍が見られず、2009年にACFフィオレンティーナへレンタル移籍。2009年7月から古巣のレッジーナへ復帰する。
2012年11月28日、セリエBのカルチョ・パドヴァへの加入で合意し、翌年1月4日に正式に手続きが完了した。
2015年4月30日、NPSLのマイアミ・フュージョンFCに移籍した。同年7月17日、レガ・プロのSSローブル・シエーナと契約を結び母国に復帰した。

## エピソード
パルマ時代は中田英寿、移籍したレッジーナでは中村俊輔とチームメイトであった。

## 代表歴
- イタリア代表 2006
  - 代表デビュー：2006年11月15日 vs トルコ
  - 代表通算：1試合出場 0得点

## タイトル

### クラブ
ブレシア
- セリエB : 1996-97

パルマ
- コッパ・イタリア : 2001-02

### 個人
- コッパ・イタリア得点王 : 2006-07（4得点）